# Nicolás Fedor
Nicolás Ladislao Fedor Flores, genannt Miku (* 19. August 1985 in Caracas) ist ein venezolanischer Fußballspieler. Aufgrund seiner ungarischen Vorfahren hat Miku auch einen ungarischen Pass.

## Spielerkarriere
Miku spielte in der Jugend für den spanischen Topclub FC Valencia. Im Jahre 2004 wurde er in das B-Team der Ostspanier befördert, aber unmittelbar darauf auch schon an den Drittligisten CD Alcoyano verliehen. Dort konnte er mit fünf Toren in 21 Spielen erstmals als 19-Jähriger überzeugen. Aus diesem Grunde lieh in der Zweitliga-Absteiger UD Salamanca für die folgende Saison. Dort gelang ihm mit 18 Toren in 33 Spielen der Durchbruch und er hatte maßgeblichen Anteil am Wiederaufstieg Salamancas. 
Im Sommer 2006 wurde Miku an den ambitionierten Zweitligisten Ciudad de Murcia verliehen, doch dort kam er nicht zum Zuge und spielte nur achtmal, wobei er ohne Torerfolg blieb. Die Rückrunde verbrachte er im B-Team Valencias. In der Saison 2007/08 war Miku an den Zweitligisten Gimnàstic de Tarragona ausgeliehen, wo er 29 Meisterschaftsspiele bestritt, 21 davon von Beginn an. Zur Saison 2008/09 wurde er erneut an UD Salamanca ausgeliehen. Nach zwei Jahren beim FC Getafe spielte er von 2012 bis 2013 Leihweise eine Saison in Schottland für Celtic Glasgow. Mit dem Traditionsverein konnte er die Meisterschaft sowie den Pokal gewinnen.
Im September 2013 wechselte Miku zum Verein al-Gharafa Sports Club in der Qatar Stars League. Er kehrte am 2. Februar 2015 nach Spanien zurück und unterzeichnete einen Vertrag über zweieinhalb Jahre beim Rayo Vallecano. Am 12. Februar 2016, nach einem 2:2-Auswärtsunentschieden gegen Sporting Gijón, wurde er der erste Venezolaner, der an vier aufeinanderfolgenden Spieltagen der spanischen Primera División traf; für diese Leistung wurde er zum Spieler des Monats Februar gewählt.
Im August 2017 schloss sich der 32-jährige Miku dem Franchise Bengaluru FC der Indian Super League mit einem Zweijahresvertrag an. Sein erstes Tor erzielte er am 26. November beim 4:1-Sieg gegen Delhi Dynamos FC, gefolgt von drei Doppelpacks in seiner ersten Saison, gegen FC Goa (4:3-Niederlage), FC Pune City (3:1, auswärts), und Kerala Blasters FC (3:1, ebenfalls auswärts). In der Saison 2018/19 gewann Miku mit seinem Team die Meisterschaft durch einen 1:0-Sieg nach Verlängerung im Finale gegen Goa.
Miku unterschrieb am 20. August 2019 einen Einjahresvertrag beim Klub Omonia Nikosia aus der zyprischen Ersten Liga. Am 25. September 2020 kehrte er nach Spanien zurück und unterschrieb bei Deportivo La Coruña, die kürzlich in die dritte Liga abgestiegen war. Nachdem ihm kein neuer Vertrag angeboten wurde, schloss er sich Real Murcia an. Am 3. Februar 2023 wechselte er zu CF Intercity, musste jedoch bereits zwei Minuten nach seinem Debüt gegen Real Unión Irún mit Gesichtsverletzungen ausgewechselt werden. In der Saison 2023/24 blieb Miku in der dritten spanischen Liga und unterschrieb bei CD Arenteiro. Im Januar 2024, nach zwei Jahrzehnten im Ausland, kehrte der 38-Jährige nach Venezuela zurück und schloss sich Academia Puerto Cabello aus der Primera División an.

## Erfolge und Auszeichnungen
- Schottischer Meister: 2012/13 (Celtic Glasgow)
- Schottischer Pokalsieger: 2012/13 (Celtic Glasgow)
- Spieler des Monats der Primera División: Februar 2016
- Indian Super League: 2018/19
- Indian Super Cup: 2018